# Dibete Station
Dibete Station est une ville du Botswana.